# Obrium rufulum
Obrium rufulum es una especie de escarabajo longicornio del género Obrium, clasificada en la tribu Obriini, de la subfamilia Cerambycinae. Fue descrita por Gahan en 1908.
La especie mide 5-8 mm de longitud y el período de actividad en adultos se presenta entre abril y julio. Se distribuye por Canadá y los Estados Unidos.